# Карский, Михаил Андреевич
Михаи́л Андре́евич Ка́рский (наст. фамилия Бекман или Брейтман, известен также как Мечислав Брониславович Краковский; 1900 — 26 ноября 1937) — советский дипломат.

## Биография
Член РСДРП(б) с 1917 года,
- С 1918 года — служба в РККА.
- В 1922—1923 годах — секретарь Полномочного представительства РСФСР в Литве.
- В 1923—1924 годах — заведующий Пресс-бюро Полномочного представительства СССР в Польше.
- В 1925—1929 годах — помощник заведующего, заведующий Отделом Балтийских стран и Польши НКИД СССР.
- В 1929—1930 годах — заведующий I Западным отделом НКИД СССР.
- С 19 декабря 1930 по 23 декабря 1936 года — полномочный представитель СССР в Литве[4].
- В 1936—1937 годах — заведующий I Западным отделом НКИД СССР.
- С 7 мая по 25 ноября 1937 года — полномочный представитель СССР в Турции[5].

18 июля 1937 года арестован по обвинению в «шпионаже в пользу польской разведки и во вредительстве». Осуждён Военной коллегией Верховного суда СССР 25 ноября 1937 года и на следующий день расстрелян. Реабилитирован ВКВС СССР 20 октября 1956 года.
Похоронен на Донском кладбище Москвы.

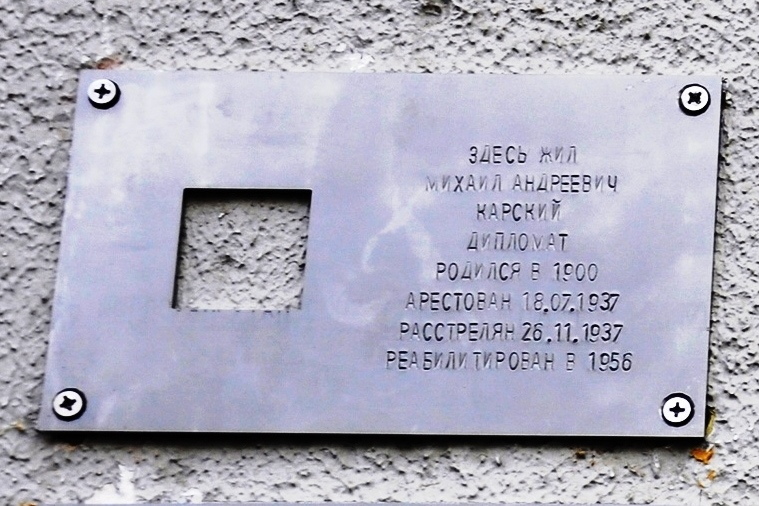
Последний адрес на доме репрессированного

10 декабря 2014 года в Москве на фасаде дома 2/6 в Хоромном тупике был установлен мемориальный знак «Последний адрес» Михаила Андреевича Карского.